# Belver (Gavião)
Belver é uma vila portuguesa sede da Freguesia de Belver do Município de Gavião, freguesia com 69,84 km² de área e 560 habitantes (censo de 2021), tendo, por isso, uma densidade populacional de 8 hab./km².

## História
Foi pertença da Ordem do Hospital, por doação de D. Sancho I, e sede de concelho independente entre 1518 e 1836. Era constituído pelas freguesias de Belver e Comenda e tinha, em 1801, 1403 habitantes. Aquando da extinção do município, a freguesia transitou então para o concelho de Mação, onde permaneceu integrado até 1898, data em que passou para o então restaurado concelho de Gavião.
Dispõe de uma estação ferroviária integrada na linha da Beira Baixa.

## Demografia
A população registada nos censos foi:
Nota: Nos censos de 1864 a 1890 fazia parte do concelho de Mação.
| Distribuição da População por Grupos Etários | Distribuição da População por Grupos Etários | Distribuição da População por Grupos Etários | Distribuição da População por Grupos Etários | Distribuição da População por Grupos Etários |
| -------------------------------------------- | -------------------------------------------- | -------------------------------------------- | -------------------------------------------- | -------------------------------------------- |
| Ano                                          | 0-14 Anos                                    | 15-24 Anos                                   | 25-64 Anos                                   | > 65 Anos                                    |
| 2001                                         | 31                                           | 48                                           | 319                                          | 502                                          |
| 2011                                         | 37                                           | 22                                           | 223                                          | 402                                          |
| 2021                                         | 26                                           | 29                                           | 161                                          | 344                                          |

## Património
- Anta do Penedo Gordo
- Barragem de Belver
- Capela de São Brás (Belver)
- Castelo de Belver
- Ermida de Nossa Senhora do Pilar (Belver)
- Igreja Matriz de Belver
- Ponte de Belver

## Galeria

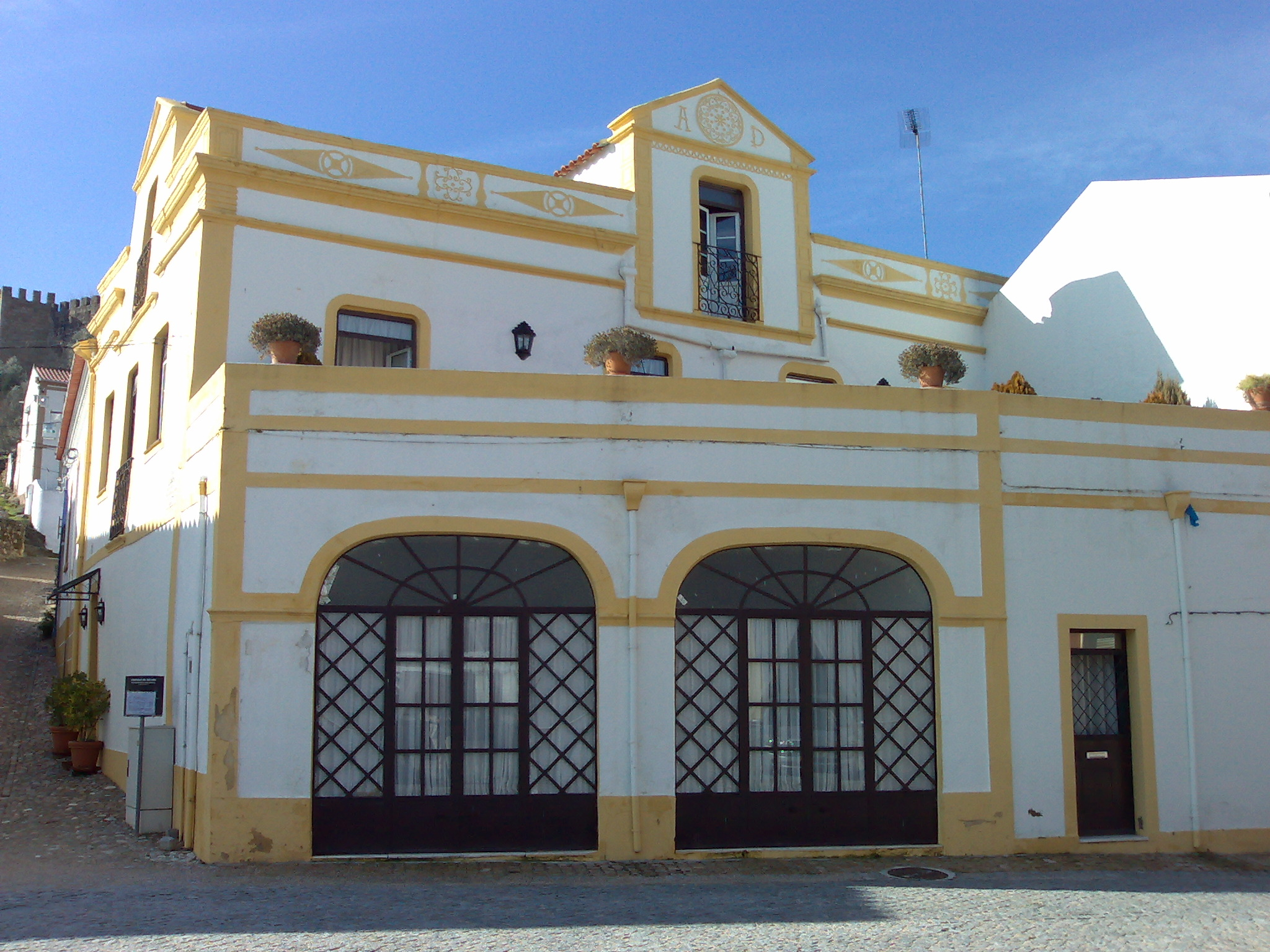
Casa em Belver
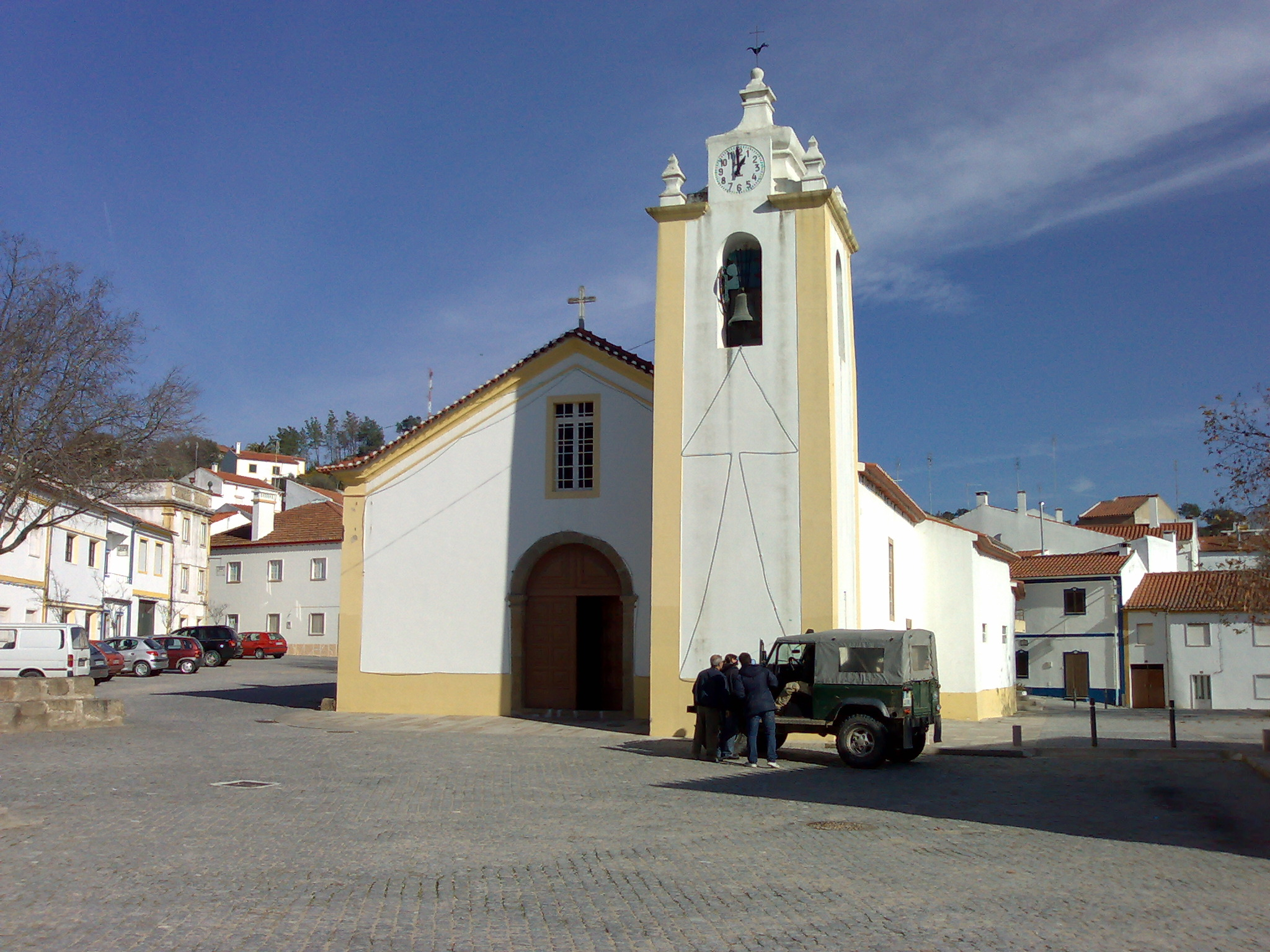
Igreja Matriz de Belver
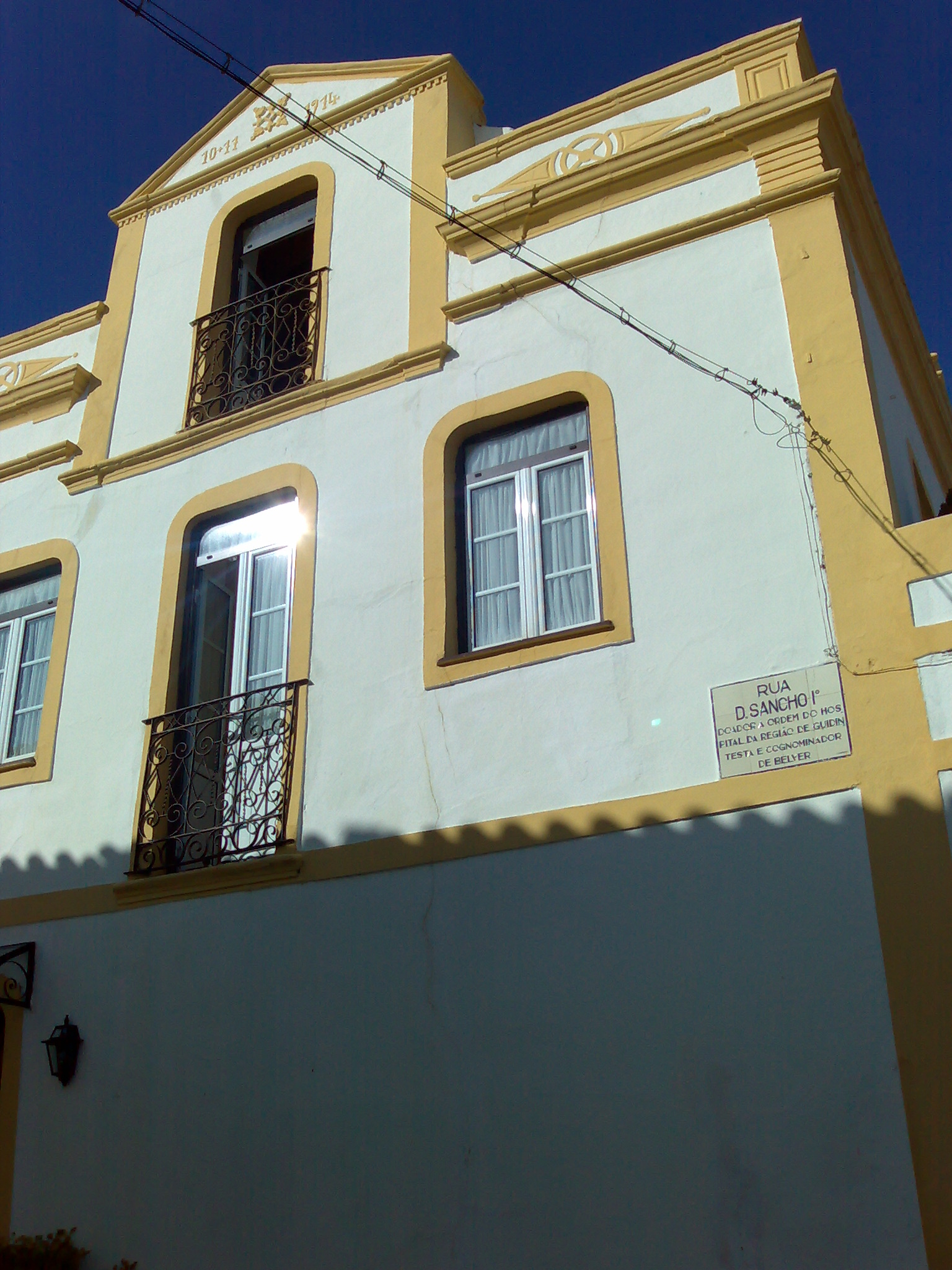
Rua D. Sancho I